# Aphonomorphus obscurus
Aphonomorphus obscurus är en insektsart som beskrevs av Lucien Chopard 1956. Aphonomorphus obscurus ingår i släktet Aphonomorphus och familjen syrsor. Inga underarter finns listade i Catalogue of Life.